# San Longinos (Bernini)
San Longinos escultura de Gian Lorenzo Bernini, ubicada en la basílica de San Pedro en la Ciudad del Vaticano, encargada por el papa Urbano VIII, elaborado con mármol blanco.

## Ubicación
La escultura se encuentra ubicada en la basílica de San Pedro en la Ciudad del Vaticano, en el nicho noreste de la basílica. En un principio, la escultura de san Longinos se ubicaría en el nicho sureste, pero cuando se añade la escultura de santa Helena se decide moverla al noreste.

## Contexto Histórico
El 6 de agosto de 1623 fue elegido papa Maffeo Berberini quién escogería su nombre como papa Urbano VIII. Llevaba gran amistad con Gian Lorenzo Bernini y por ello, uno de sus primeros actos como papa fue decirle:

Es su gran fortuna, caballero, ver al cardenal Maffeo Barberini convertirse en papa, pero mi fortuna es mucho mayor porque el caballero Bernini vive durante mi pontificado.

 Posteriormente, la Congregación de la Fábrica de San Pedro por comisión del papa Urbano VIII ordena el 7 de junio de 1627, que se erigieran nuevos altares para los cuatro pilares que sostienen la cúpula de la basílica de San Pedro y para el embellecimiento de los puentes que cruzan la nave que rodea el altar principal, los cuales se encargarían de conservar las reliquias previamente resguardadas ahí que eran: la cabeza de san Andrés, el velo de Santa Verónica, un fragmento de la cruz de santa Helena (agregada en 1629) y la lanza de San Longinos, ubicada arriba del nicho (lanza con la que se perforo por un lado a Cristo), que fue donada por Bayezid II Rey de Turquía, al papa Inocencio VIII. [4] Más adelante, Bernini sería seleccionado director de este último, costoso y largo proyecto, que involucró la participación de numerosos artistas.

## Historia religiosa

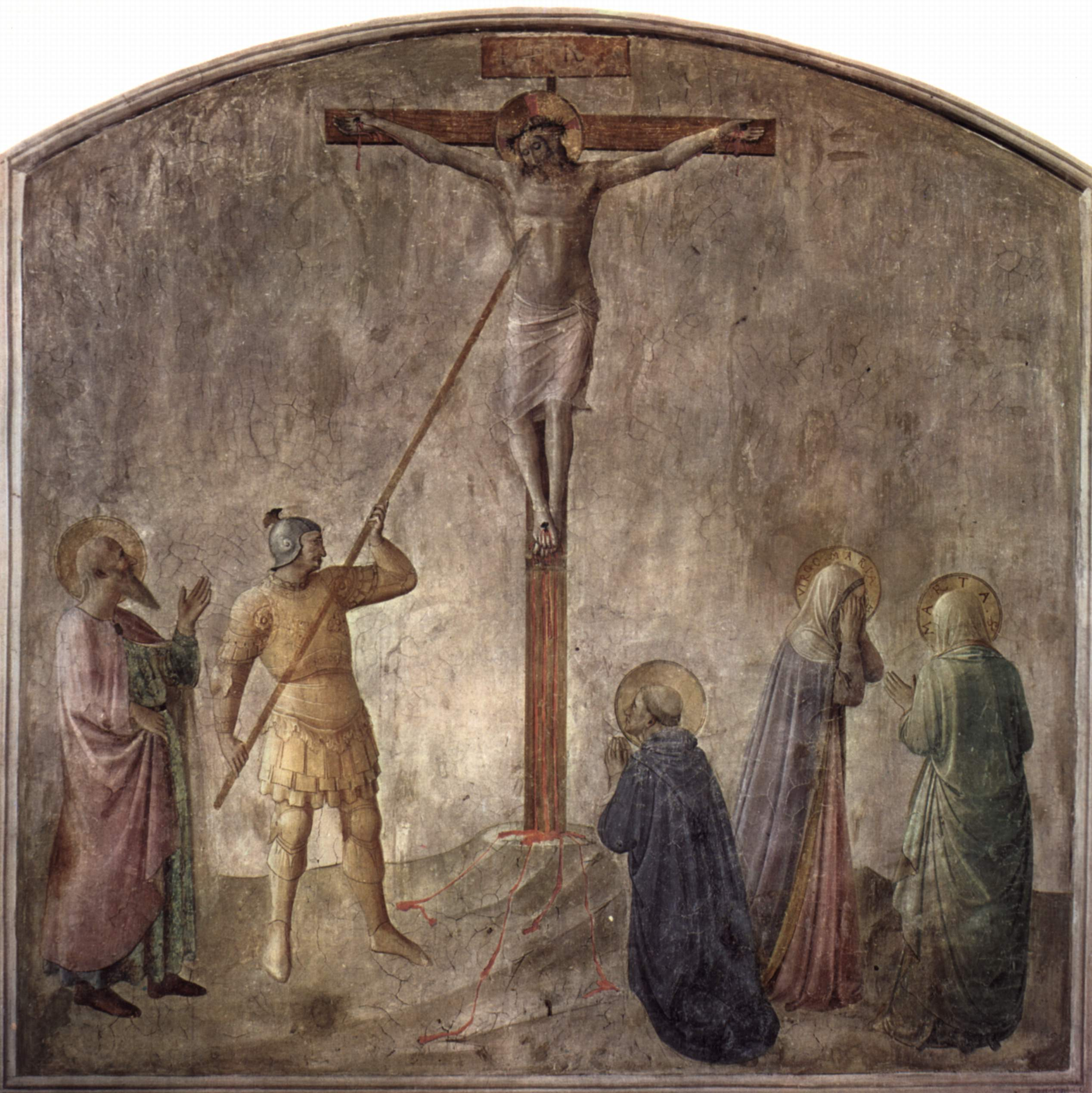
Obra de Fray Angélico en el Monasterio Dominico de San Marcos, Florencia. Jesús es atravesado por una lanza de San Longinos.

San Longinos, cuyo nombre proviene del latín con derivación griega que significa “alto largo”, es mencionado en los cuatro evangelios, pero se le suele identificar como tres personas diferentes dentro de estos: el que reconoce a Jesucristo, como salvador pronunciando «Verdaderamente, éste era el hijo de Dios», el soldado que con una lanza traspaso el cuerpo de Cristo o como el soldado que se mantuvo custodiando el sepulcro.
Posteriormente, abandona su vida como soldado y se convierte en discípulo de los apóstoles para dedicarse a difundir el evangelio, muriendo como mártir en Capadocia.
Otra historia que se narra en la obra Leyenda áurea de Santiago de la Vorágine, cuenta que estaba quedándose ciego, pero al momento en que traspasa el cuerpo de Cristo con la lanza, una gota de sangre le cae en los ojos, curándolo al instante.
En cuanto a su iconografía, normalmente se le representa con la vestimenta de un soldado, portando una lanza y en algunos casos lleva una rama de palma.

## Análisis de la obra

### Preparaciones previas
Para la elaboración de la escultura, Bernini comienza con los trabajos previos a partir del 1629 y la termina aproximadamente 10 años después en el 1638.
De acuerdo con el biógrafo Joachim Vom Sandrart, que vivió al mismo tiempo que Bernini en Roma, menciona que en una de sus visitas a su estudio, éste le enseñó alrededor de 22 modelos de cera, de aproximadamente 26 pulgadas para la elaboración de San Longinos, la cual se dice que fue una de las estatuas más grandes hechas por Bernini durante su trayectoria.
Actualmente, solo sobreviven dos de estos modelos, uno se encuentra ubicado en uno de los Museos de Arte de Harvard, el Museo de Arte de Fogg en Cambridge, Massachusetts elaborado de terracota con dorado, sobre yeso de entre los años de 1630-1631 y el otro modelo se encuentra el Museo de Roma, ubicado en Roma elaborado de solamente terracota, en el año de 1634.
Los materiales que Bernini, utilizó para la elaboración de los modelos, se cree que provinieron de los hornos ubicados en la vía Fornaci, y la arcilla y terracota que solían encontrarse cerca de la Colina Vaticana. En el caso del modelo que se encuentra ubicado en el Museo de Arte de Fogg, combinó algunas técnicas, que provocaron que algunas partes estén, pintadas en tonos dorados.

### Construcción
El papa Urbano VIII aprueba uno de los modelos aproximadamente en el año de 1632, posteriormente, Bernini recibe el mármol para realizar la escultura en el año de 1634, sin embargo, no comienza su construcción hasta 1635, terminándola aproximadamente en el 1638. Para la elaboración, le fueron dados cuatro bloques de mármol que utilizó de la siguiente manera:
- La parte de abajo del cuerpo, la vestimenta que cae de la axila izquierda y la base

- Otro para la cabeza, el torso y el brazo izquierdo

- Para el brazo derecho

- La vestimenta que cae detrás del hombre izquierdo y regresa hacia arriba por atrás

### La obra
Para la realización de la obra, elaboró varias modelos en arcilla para lograr la mejor versión que pudiera existir, se calcula que alrededor de 22 modelos, en los cuales se mostraron algunas diferencias e incluso en su último modelo, al trabajar con el mármol se sabe que realizó cambios.
El trabajo de Bernini normalmente solía estar creado de manera en que cada elemento pudiera mostrar el carácter del personaje que estuviera representando, otra característica muy importante de su obra es que solía utilizar mucho el llamado “contraposto”, en el caso de San Longinos utiliza este elemento, pero de una manera más sutil.
En un principio, Bernini planeó que la vestimenta de San Longinos cayera desde la parte de su cintura, pero, finalmente en la obra alarglo la vestimenta y dejó que cayera libremente debajo de toda la figura.
Para esta obra, Bernini tenía como objetivo involucrar y atraer a las personas dentro de los sentimientos que representa la escultura y que verdaderamente la audiencia, al verla compartiera el espacio y tiempo de San Longinos.
Es por lo anterior, que deja que la obra sea completamente dramática, con la vestimenta cayendo libre y exageradamente, además de añadir, pequeños detalles con las herramientas para cincelar el mármol, que dan como resultado un efecto de claroscuro.